# Họ Chuột chù
Họ Chuột chù (Soricidae) gồm các loài động vật có vú nhỏ nhìn giống chuột chũi gọi là chuột chù thuộc Bộ Eulipotyphla. Các loài chuột chù thực sự không nên bị nhầm lẫn với chuột chù cây, chuột chù rái cá, chuột chù voi hoặc chuột chù Tây Ấn thuộc các họ hay các bộ khác. Họ này được G. Fischer miêu tả năm 1814.
Mặc dù ngoại hình của chúng nhìn giống một con chuột mũi dài, chuột chù không phải là một loài gặm nhấm, như chuột. Trên thực tế, chúng có họ hàng gần gũi hơn với nhím gai và chuột chũi. Chuột chù có hàm răng sắc nhọn, giống như gai, không giống như răng cửa của các loài gặm nhấm.
Chuột chù phân bố gần như trên khắp thế giới; trong số các vùng đất nhiệt đới và ôn đới lớn, chỉ có New Guinea, Úc và New Zealand là không có các loài chuột chù bản địa. Ở Nam Mỹ, chuột chù chỉ mới xuất hiện tương đối gần đây, là kết quả của sự trao đổi lớn của Mỹ và chỉ hiện diện ở phía bắc Andes. Về sự đa dạng loài, Họ Chuột chù là họ động vật có vú thành công nhất thứ tư, chỉ bị vượt qua bởi các loài gặm nhấm họ Muroide và Cricetidae và họ dơi muỗi Vespertilionidae.

## Hình ảnh

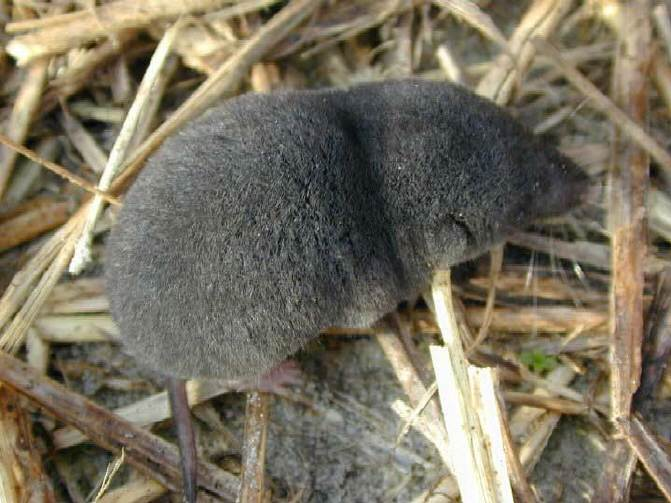
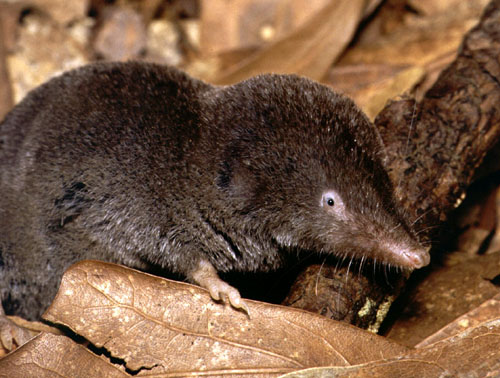
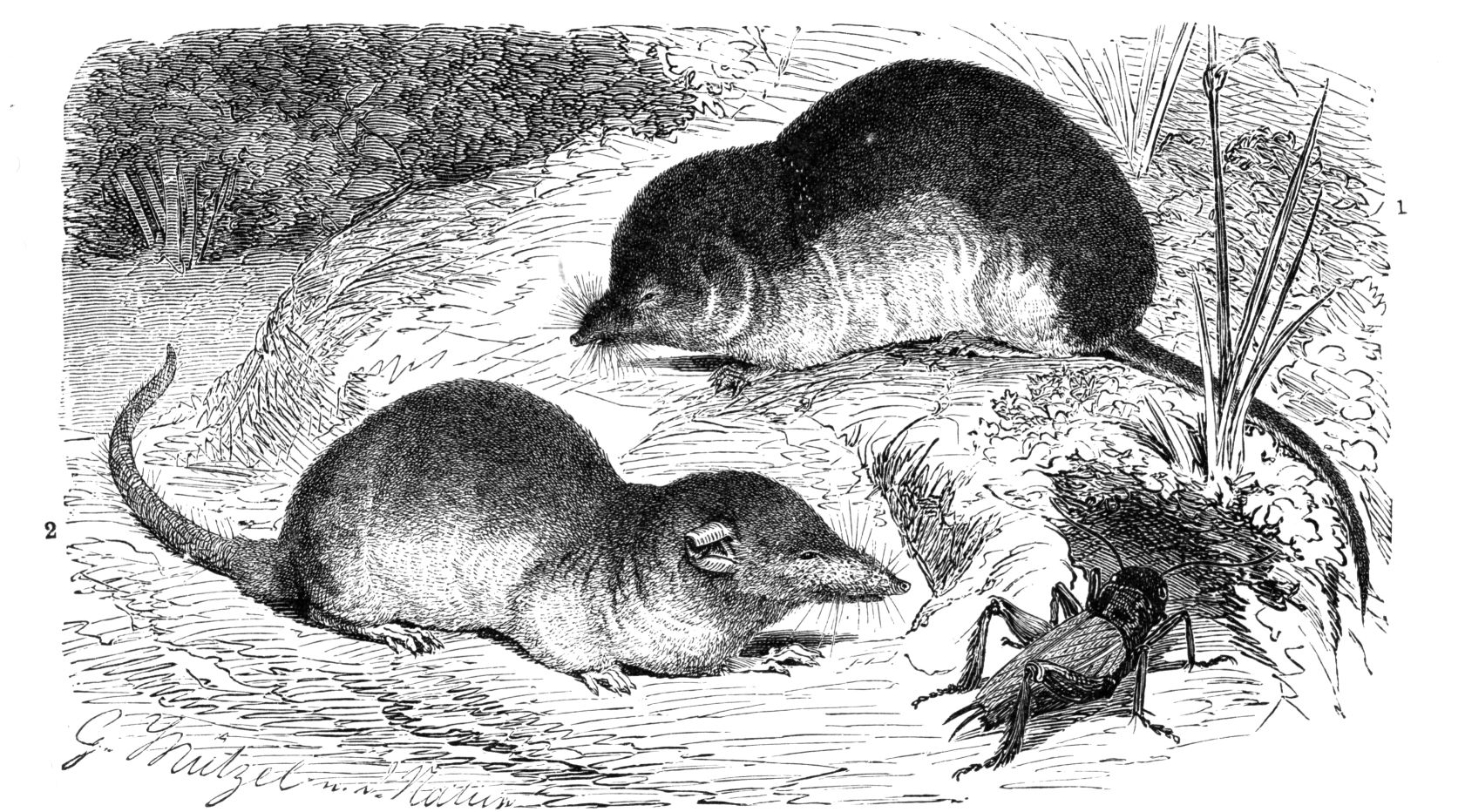
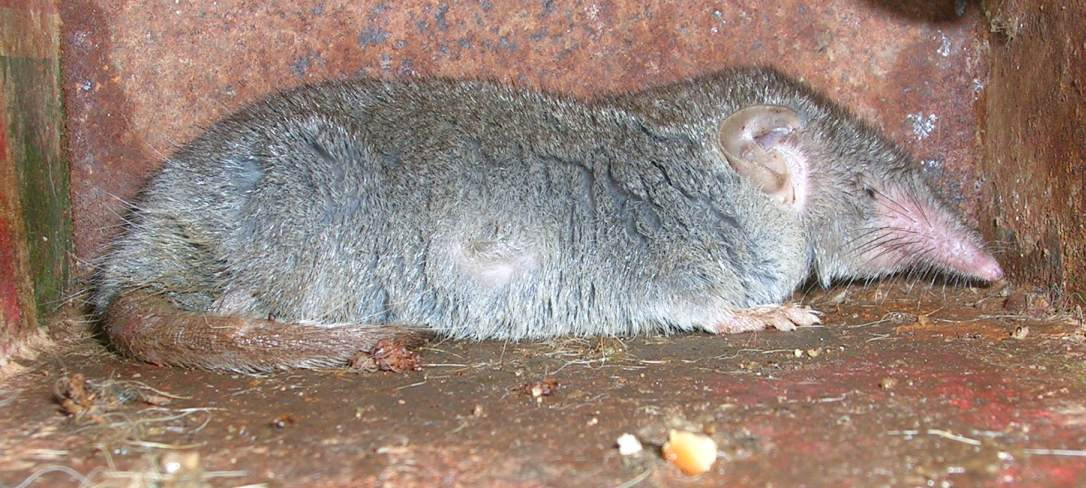

## Phân loại
Có 385 loài trong 26 chi,
- Họ Soricidae
  - Phân họ Crocidurinae
    - Crocidura
    - Diplomesodon
    - Feroculus
    - Palawanosorex
    - Paracrocidura
    - Ruwenzorisorex
    - Scutisorex
    - Solisorex
    - Suncus
    - Sylvisorex

  - Phân họ Myosoricinae
    - Congosorex
    - Myosorex
    - Surdisorex

  - Phân họ Soricinae
    - Tông Anourosoricini
      - Anourosorex

    - Tông Blarinellini
      - Blarinella

    - Tông Blarinini
      - Blarina
      - Cryptotis

    - Tông Nectogalini
      - Chimarrogale
      - Chodsigoa
      - Episoriculus
      - Nectogale
      - Neomys
      - †Nesiotites
      - Soriculus

    - Tông Notiosoricini
      - Megasorex
      - Notiosorex

    - Tông Soricini
      - Sorex